# A Natale mi sposo
A Natale mi sposo è un film comico del 2010 diretto da Paolo Costella. Il film è uscito nelle sale cinematografiche il 26 novembre 2010.
Nel film fa la sua ultima apparizione Anna Longhi.

## Trama
Gustavo Godendo è un ricco cuoco milanese vedovo che gestisce una trattoria a Roma: nel suo locale lavorano l'ex pugile Rocky e il lavapiatti Cecco. Il ristoratore non si separa mai da Gualtiero, un porcellino d'India, e dal figlio Fabio che gli dà una mano come cameriere. In questa storia Fabio rincontra Chris, la sua ex fidanzata, visto che lei è a Roma intenzionata a ingaggiare un cuoco per il suo banchetto di nozze a St. Moritz: il prescelto risulta proprio Gustavo, grazie ad uno stratagemma di Fabio.
Così Gustavo a St. Moritz deve organizzare un banchetto tra i due prossimi sposi Steve e Chris. Il padre di Chris, Tony, inizialmente dice di essere ricco, ma dopo si verrà a sapere che dell'eredità della moglie Sara non è rimasto più un soldo. Per il matrimonio vengono chiamate le due organizzatrici Gina e Paloma: la prima si invaghirà dello sposo, mentre la seconda s'innamora di Cecco, che però la rifiuta in quanto gerontofilo (infatti si metterà insieme all'anziana nonna della sposina).
Tutto sembra andare secondo i piani ma alcuni colpi di scena mandano all'aria il matrimonio. Alla fine Rocky incontra Patrizia, di cui è sempre stato innamorato, scoprendo che ora è l'amante di Tony (anche se alla fine lei ricambierà il sentimento dell'ex pugile), mentre Fabio riesce a conquistare Chris e manda all'aria il suo matrimonio con Steve, che a sua volta viene sedotto da Gina.

## Produzione
La regia è affidata a Paolo Costella. Il film è stato girato tra Roma, Castel del Monte (L'Aquila) e St. Moritz (Grigioni, Svizzera).

## Incassi
Il primo fine settimana il film ha incassato al cinema la cifra di 2416000,00 €; in totale il film ha incassato in Italia 8197000 €.